# اندیس آنومالی درگاه سلیمان
آنومالی درگاه سلیمان یک اندیس فلزی است که در حوالی شهر سقز استان کردستان ایران قرار دارد و مادهٔ معدنی موجود در آن، طلا است. سنگ میزبان این اندیس آهک، شیل، آندزیت سبز و توف است.  